# Ruthénie
Pour les articles homonymes, voir Ruthénie (homonymie) et Rus.
Le mot français Ruthénie est issu de Ruthenia, terme des textes médiévaux rédigés en latin qui traduisait, à partir du XIIe siècle, le mot Rus' (en alphabet cyrillique : Русь, Rous'). Au Moyen Âge et à l'époque moderne, cet exonyme désignait l'Ukraine, et pas toujours la Biélorussie, comme faisant partie du Grand-duché de Lituanie, de la République des Deux Nations et de l'Autriche-Hongrie.
L'ancien État « Rus » était appelé « Руськая Земля » (Rous'kaïa zemlia) par ses habitants, ce qui peut être traduit « Terre Rus », « Pays Rus » ou « Pays des Rus ». Dans certaines langues slaves actuelles, un substantif adjectival est toujours employé : la Pologne est appelée Polska par ses habitants (littéralement : « Polonaise »), de même que la Tchéquie (Česko).
Aussi, pour établir une distinction claire entre l'ancien État « Rus » et les autres États ultérieurs dont le nom dérive de celui-ci, actuellement on l'appelle plutôt « Rus' de Kiev ».

## Étymologie

### Rus'
Selon la théorie la plus largement acceptée par les historiens, le mot « Rus' » a été adopté par les Slaves à partir de la racine norroise roðr, roþs- (roths-), ou directement à partir du finnois Ruotsi « Suède » (cf. estonien Rootsi, võro Roodsi et same du Nord Ruoŧŧa). Cette racine, qui est la même que celle du vieux norrois róa « ramer » et rœði « gouvernail », aurait été employée par les Varègues qui parcouraient en naviguant aux avirons les fleuves de l'Europe de l'Est entre les mers Baltique et Noire, se livrant au commerce entre la Scandinavie (ambre, fourrures, peaux de phoques, ivoire de narval) et l'Empire byzantin (épices, encens, gemmes, soieries, joyaux, vin). Cette racine se retrouve dans la région de Suède Roslagen, qui signifie « équipes de rameurs », anciennement Roden. De même, la zone qui correspond à l'Uppland, au Södermanland et à l'Östergötland s'appelait Roðer ou Roðin, très proche de roðsmenn ou roðskarlar « rameurs, marins ». Des ethnonymes similaires se trouvent régionalement en norvégien tels que Rossfolk, Rosskar et Rossmann.
Pour leur part, les protochronistes qui font remonter l'origine des peuples slaves directement aux premiers Indo-Européens préfèrent les théories (dites « anti-normandistes ») qui donnent une origine autochtone au mot « Rus' ». De telles théories sont soutenues uniquement par les historiens nationalistes russes. Selon eux, l'étymologie de « Rus » tourne autour de l'idée de brillance et de vie ; ils évoquent par exemple :
- un terme se retrouvant dans le nom de la tribu iranienne des Roxolans qui habitait la steppe pontique (à rapprocher du persan roxš qui signifie « lumière, blanc », et du nom des Alains, qu'on retrouve aujourd'hui dans l'ethnonyme autochtone des Ossètes, Irun) ;
- une des rivières d'Ukraine, la Ros et la Rusna (à côté de Kiev et de Pereïaslav), ces noms dérivant d'un terme supposé slave pour « eau », apparenté à rosa « rosée », roussalka « nymphe des sources », rousslo « cours d'eau » ;
- Roussiy (roux), un cousin slave de ryjiy (rouquin) ;
- un mot supposé proto-slave pour l'ours, cousin de arctos et ursus, dont la fin de l'hibernation marque la débâcle des rivières et le retour du printemps.

Des chroniqueurs polonais du Moyen Âge, adeptes de l'une des plus anciennes formes de protochronisme, le sarmatisme, font dériver Rus' du latin rus, ruris (« campagne ») et rusticus (« rustique » ou « rural ») — dans certaines versions, la langue latine elle-même dériverait d'un dialecte indo-européen des actuelles Pologne et Biélorussie, dialecte dont les langues slaves seraient plus proches que les autres langues indo-européennes.
Le mot Rus' pourrait aussi venir d'origines diverses mais convergentes. L'étendue géographique et la durée historique de l'utilisation du nom rus est un argument pour contester qu'il puisse provenir uniquement d'un terme technique de navigation en norrois. L'étymologie scandinave est dès lors interprétée comme une convergence avec un terme autochtone réinterprété par les Varègues selon une homophonie comparable à la ville de Paris et au héros troyen Pâris, ou encore aux noms propres germaniques, celtiques et latins (Eudon, le roi Edwy, et Octave par exemple). Le même phénomène a pu se produire pour le mot rus au sein de l'élite varègue ou inversement le terme varègue a pu être adopté par les autochtones parce qu'il évoquait quelque chose dans leur langue slave. L'essentiel, dans toute démarche protochroniste, est d'enraciner l'ethnonyme ou choronyme choisi (dans ce cas : rus) le plus loin possible dans le passé du territoire des États modernes qui s'en prévalent (dans ce cas, Russie, Biélorussie et Ukraine), et de relativiser ou écarter une origine exogène.

### Ruthénie
« Ruthénie » est la forme française d'un mot de latin médiéval ayant lui-même plusieurs formes : Rutenia, Ruthenia ou Russenia. Ce mot n'existait pas en latin antique, mais on y trouvait le mot Ruteni, qui désigne le peuple gaulois des Rutènes, dont le nom est à l'origine de la ville de « Rodez » (mentionné notamment dans la Guerre des Gaules de Jules César).
Ce mot est repris au Moyen Âge pour désigner les peuples slaves situés à l'est de la Pologne, sans doute en raison de l'analogie avec des noms locaux dérivés de Rus, qui vient du scandinave roðslagen (« pays du gouvernail »). Les Rus ont aussi été appelés Rugi, nom d'une tribu de Goths, et Rutuli, nom d'une tribu du Latium mentionnée par Virgile dans l’Énéide. L’ancien État de « Rus » n'avait pas d’endonyme, sauf dans l'expression rus'ka zemlya (« terre de Rus' »), et il n'y avait pour le désigner que des exonymes différents selon la langue.
Ainsi, au XIe siècle, les annales d’Augsbourg parlent d'un rex Rutenorum (« roi des Ruthènes ») ; dans un ouvrage géographique du XIIe siècle[réf. nécessaire], on trouve aussi : Polonia in uno sui capite contingit Russiam, quae est Ruthenia, de qua Lucanus : Solvuntur flavi longa statione Rutheni (« Une des frontières de la Pologne est la Russie, c'est-à-dire la Ruthénie, dont Lucain a dit : "Les blonds Ruthènes se libèrent d'une longue occupation" » - Pharsale I,402, à propos des Rutènes de Gaule).
Vers la fin du XIIe siècle, c'est la forme Ruthenia qui est utilisée, avec des formes alternatives Ruscia et Russia, dans des documents en latin d'origine pontificale désignant les terres sous le contrôle de Kiev. Au XIIIe siècle, ce terme devient la référence dans les documents désignant la Rus', en particulier ceux écrits en Hongrie, en Bohême et en Pologne.
En polonais, le mot équivalant à « ruthène » est ruski (comme dans le nom polonais de la ville actuellement ukrainienne de Rawa Ruska, ou dans l'expression języki ruskie « ensemble des langues ukrainienne et biélorusse ») alors que « russe » au sens strict se dit rosyjski.
Il n'y a pas de raison claire qui explique pourquoi les termes de couleurs sont appliqués aux régions de la Ruthénie. Son cas n'est pas unique, car d'autres populations ont été désignées par des couleurs. Il y a eu des Croates blancs, rouges et noirs (Croates blancs et Croatie blanche se trouvaient dans les actuelles Pologne méridionale, Bohême, Slovaquie et Ukraine occidentale, avant pour partie d'entre eux, de partir s'installer dans l'actuelle Croatie et dans l'ouest de la Bosnie-Herzégovine ; Croates rouges et Croatie rouge se trouvaient dans le sud-est de l'actuelle Bosnie-Herzégovine et dans le sud du Monténégro, et dans la zone qui s'étend jusqu'au Don ; Croates noirs dans le nord-est de l'actuelle Tchéquie[réf. nécessaire]) ; Serbes blancs dans l'est de l'actuelle Allemagne mais aussi des Serbes rouges et noir. On connaît en Chine les Miao rouges, noirs et verts. Toutes ces appellations pourraient avoir une origine turco-mongole, les Turcs associant les points cardinaux à des couleurs avec différentes variantes :
- Kara, le « noir » (ou l'airelle) désigne le nord,
- kızıl, le « rouge » désigne le sud,
- Ak, le « blanc » désigne l’ouest,
- Yeşil, le « vert » ou Sari, le « jaune » désignent l’est.

## Territoires correspondants

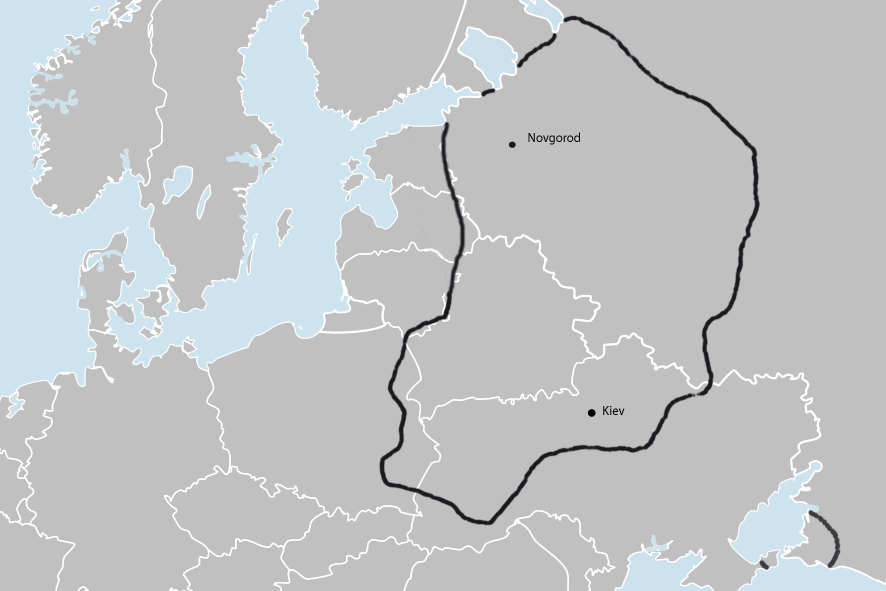
Territoires historiques de la Ruthénie

Au Moyen Âge, dans le Grand-duché de Lituanie, puis dans la République des Deux Nations, le terme désignait le territoire de l'Ukraine et pas toujours le Biélorussie, ainsi que certaines parties de la Pologne et de la Russie actuelles.
Faute de définition officielle, le terme « Ruthénie » peut avoir différentes significations selon le contexte et l'époque de son emploi.
À l'époque moderne, la « Ruthénie » correspond approximativement aux territoires habités par des populations ukrainiennes de l'empire d'Autriche, puis d'Autriche-Hongrie, et revendiqués lors de l’effondrement de cet empire en 1918 par les Ruthènes de Lemko en Pologne, par les Ruthènes et Houtsoules de Hongrie et de Bucovine, et par les habitants de la Galicie orientale, avant de l’être par l'URSS au moment de la conclusion du pacte Hitler-Staline en 1939. Fin 1945, la plupart de ces territoires ont été intégrés à l’Ukraine soviétique, à l’exception des plus occidentaux (Lemko en Pologne et Slovaquie du nord-est) qui sont restés polonais et tchécoslovaques.
Dans un sens étroit, il est utilisé pour désigner l'extrémité orientale de la Tchécoslovaquie d'avant 1939, appelée Ruthénie subcarpathique, de population ukrainienne, annexée par la Hongrie en mars 1939 puis par l'URSS en 1945, actuellement l'oblast de Transcarpatie en Ukraine. Cette région aussi appelée Russie subcarpatique ou Ukraine transcarpatique, parfois Russynie. Des États éphémères, nommés République houtsoule et République carpato-ukrainienne, furent proclamés dans cette région en 1919 et 1939.

## Histoire des territoires ruthènes

### Moyen Âge

#### Les principautés succédant à la Rus' de Kiev
Au XIIIe siècle, Kiev et le noyau de la Rus' de Kiev en Ukraine du Dniepr ont été dévastés par l'invasion mongole. En conséquence, la Principauté de Galicie-Volhynie a poursuivi l'état de la Rus' et est devenue le Royaume de Rus' lorsque Danylo Romanovych a été couronné par le Pape. Depuis lors, la Galicie est activement connue sous le nom de «Royaume de Ruthénie» en Occident, mais ce nom n'est pas souvent utilisé dans l'État lui-même. Les populations locales utilisent d'autres formes du nom Rus, dérivées du mot Rus, pour désigner leur pays, et quelques-unes de ces formes sont passées en latin et en français.

#### L’époque de l’Union de Pologne-Lituanie
Pendant cette période, les noms «Ruthénie», «Ruthéniens» ou «Rusyns» sont utilisés pour désigner l'Ukraine sous la domination de la couronne polonaise. À l'ouest de l'Ukraine, associée à l'ancien royaume de Ruthénie, se trouvait la voïvodie de Ruthénie. Mais aussi d'autres formes sont utilisées en latin, en français et dans d'autres langues pendant cette période. C'est le moment ou émerge le mouvement littéraire Triade ruthène.
Les territoires du sud suivants ont leurs noms correspondant en polonais :
- Ruś Biała — Ruthénie blanche, Russie blanche ou Biélorussie
- Ruś Czarna — Ruthénie noire, une partie de la moderne Biélorussie
- Ruś Czerwona — Ruthénie rouge, une petite bande de terre en Pologne (Przemyśl), le reste faisant partie de l'Ukraine (Galicie). La Pologne appelle cette zone la Voïvodie ruthène.

### Les temps modernes

#### Ruthènes desCarpatesouRusyns
Vers 1918, les Galiciens abandonnèrent progressivement le nom de Ruthènes pour celui d'Ukrainiens. À cette date, seuls les ruthènes vivant en Ruthénie subcarpathique (à cheval entre l'Ukraine, la Slovaquie et la Pologne modernes, englobant les villes de Mukachiv/Moukatchevo/Munkács, Oujhorod/Ungvár et Presov/Pryashov (Priashouv)/Eperjes) ont conservé leur nom ancestral. Dès lors, les mots Ruthénie et ruthènes sont devenus synonymes de Ruthénie subcarpathique et de Rusyns (ou Russins).
Cette zone avait fait partie du royaume de Hongrie depuis la fin du XIIe siècle (Comitats de Šariš, Zemplinski, Ouj, Berehove, Sevljuš et Marmaroski) et avait été appelée « Ruszinföld » et plus récemment « Kárpátalja » et « Karpato-Rus' » : voir Ruthénie subcarpathique.
Après son incorporation dans la Tchécoslovaquie entre la Première Guerre mondiale et la Seconde Guerre mondiale, la Ruthénie subcarpathique proclame son indépendance le 15 mars 1939 et prend le nom de république d’Ukraine carpathique, avec à sa tête Augustin Volochyne, mais est immédiatement envahie et annexée par la Hongrie.
Le terme Rusyn désignait alors la langue et la nationalité des montagnards ukrainiens des Carpates. Le nom de « Ruthénie » signifiait alors Ruthénie subcarpathique, soit le nom désignant la région la plus à l'ouest de l'actuelle Ukraine.
Il resta une minorité ruthène dans le nord-est de la Tchécoslovaquie (maintenant en Slovaquie) après la Seconde Guerre mondiale. Les populations de cette région furent rapidement slovaquisées, parce que leur langue ressemblait beaucoup au slovaque, et parce que beaucoup refusèrent de s'identifier comme Ukrainiens, mais voulurent conserver le nom de Rusyns, Russins ou encore "Ruthènes".

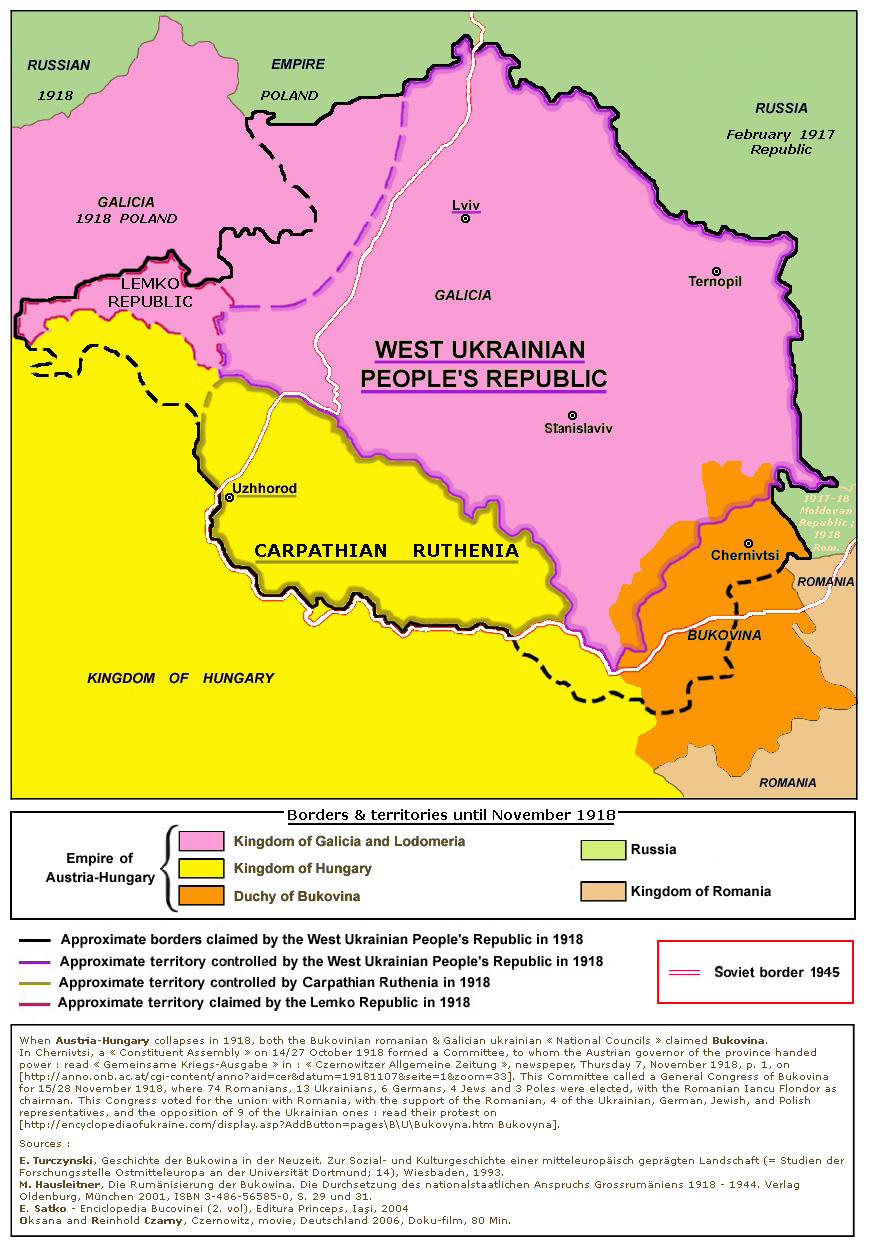
La république populaire d'Ukraine occidentale et la République houtsoule en 1918-1919.
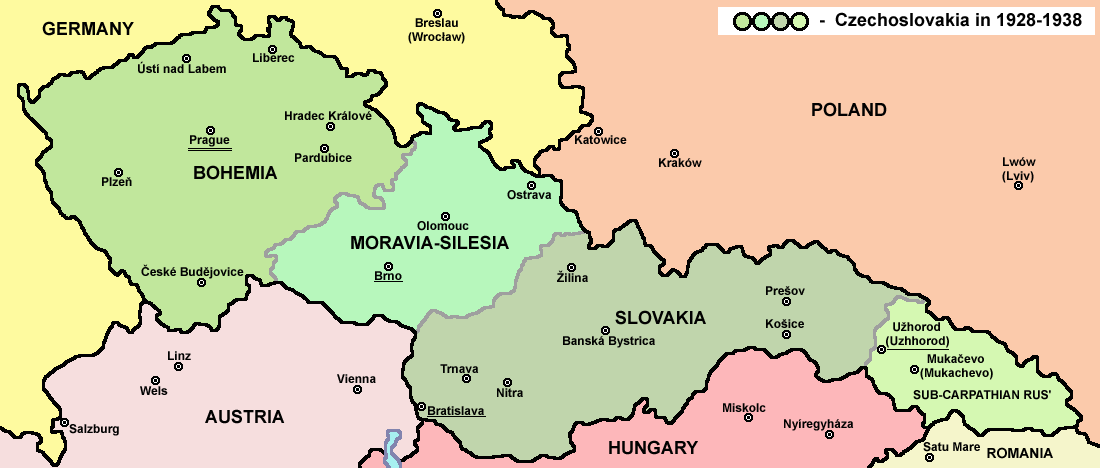
La Ruthénie subcarpathique comme province tchécoslovaque, la plus à l'Est (1919-1938).
La Ruthénie subcarpathique en 1939 (Hongrie en rouge).

#### Biélorusses
Les Biélorusses s'appelaient souvent eux-mêmes « Lituaniens » parce qu'ils vivaient dans le grand-duché de Lituanie, et le nom de « Ruthènes » ne s'appliquait à eux qu'avec l'adjectif « blancs » (en allemand Weißreußen), par différence avec les « Ruthènes rouges » de Galicie (en allemand Rotreußen).
Peu après la Seconde Guerre mondiale, les Biélorusses de la région de Kresy (en Pologne d'avant-guerre) se sont retrouvés dans des camps de transit dans les zones occidentales de l'Allemagne d'après-guerre. À cette époque, la notion de nation biélorusse n'est pas très bien reconnue à l'Ouest. Alors, pour éviter d'être catalogués comme « Russes » et donc d'être « rapatriés » vers l'Union soviétique (qui avait annexé Kresy en 1940), ils utilisèrent les termes de Ruthènes blancs (Weißreußen), Blanco-ruthènes, et Kriviens. Ce dernier terme dérive du nom de l'ancienne tribu slave des Krivitches, qui habitait le territoire de la Biélorussie auparavant.

#### Ukrainiens
Le nom de « Ruthénie » survécut un peu plus longtemps comme dénomination désignant l'Ukraine. Lorsque l'Autriche-Hongrie prit le contrôle de la province de Galicie en 1772, les officiels autrichiens se rendirent compte que ses populations slaves orientales étaient différentes des Polonais . Le nom qu'ils se donnaient : Rusyny, sonnait comme le mot allemand utilisé pour les Russes : Russen, alors les Autrichiens adoptèrent la désignation de Ruthenen (Ruthènes), et continuèrent à l'employer jusqu'à la chute de l'empire en 1918, après quoi cette dénomination fut employée par les Tchécoslovaques, les Polonais et des Roumains, mais aussi par les intéressés eux-mêmes, peu soucieux d'être assimilés aux Ukrainiens soviétiques dont ils n'enviaient guère le sort (c'était la période de la Terreur rouge, de la collectivisation, de la grande famine et des purges).
À partir de 1840, les nationalistes ukrainiens avaient pourtant encouragé les populations à abandonner le nom de « Petits Russiens » (Malorussy ou Klein-Russen) au profit du nom d’« Ukrainiens »[réf. souhaitée].
Dans les années 1880 et 1900, en raison de la diffusion du nom « Ukraine » comme substitut de « Ruthénie » parmi les Ruthènes/Ukrainiens de l’Empire russe, le nom de « Ruthènes » se cantonna aux populations de l’Ukraine occidentale, une zone qui faisait partie de l’Autriche-Hongrie et où de nombreux locuteurs de l’ukrainien étaient catholiques de rite grec ukrainien.
Au début du XXe siècle, le nom d'« Ukraine » était néanmoins largement en usage en Galicie, et le nom de « Ruthénie » se cantonna à la zone au sud des Carpates, dans le royaume de Hongrie.

## DeRusàUkraine

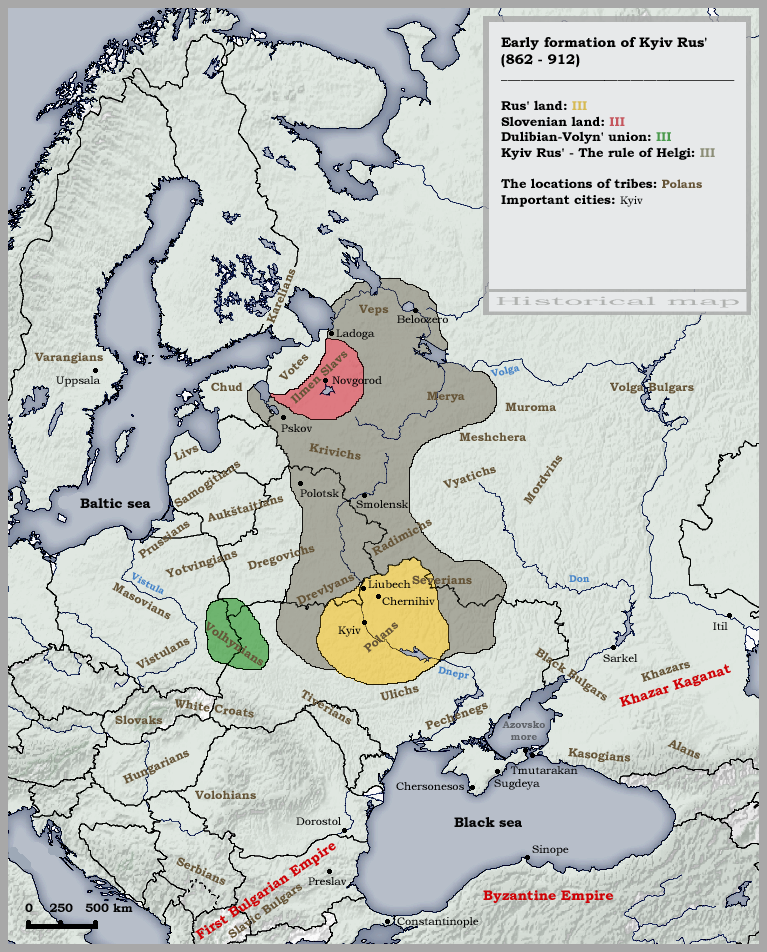
Terre de Rus' en jaune, Rus' de Kiev en gris (862-912)

Dans l'historiographie moderne française, la Rus' de Kiev est le nom le plus courant pour l'ancien État slave oriental (en gardant la transcription avec l'apostrophe Rusʹ, pour écrire le signe mou, ь), on l'appelle aussi la Ruthénie, Ruthénie de Kiev, Principauté de Kiev, ou juste Kiev.
Mais en fait terra de Rus' possède deux sens :
- le noyau de la Rus' de Kiev — Ukraine du Dniepr, y compris les villes de Kiev, Tchernihiv, Pereïaslav, Vychhorod, et le territoire historique de Polianes[10].
- tous les sujets de Kiev, c'est-à-dire la Rus' de Kiev elle-même.

Le dernier territoire fut divisé en plusieurs zones. La principauté de Galicie-Volhynie est formée dans l'ouest de l'Ukraine, qui deviendra plus tard le Royaume de Rus', qui tomberait alors sous l'influence polonaise, et une partie irait au Grand-duché de Lituanie.
Les territoires du sud-ouest étaient englobés dans le grand-duché de Lituanie (dont le nom complet était grand-duché de Lituanie, de Rus' et de Samogitie). Le grand-duché de Lituanie était sous le pouvoir des Rus', il était habité en grande partie par les Rus' et ses nobles étaient d'origine Rus' et une variante de l'ancienne langue slave orientale proche du biélorusse est la seule langue qui reste dans les documents officiels datés d'avant 1697.
Les territoires du sud sous le pouvoir de la Lituanie ont des noms apparentés en russe et en polonais, respectivement :
- Belorussia et Ruś Biała — Ruthénie blanche, Russie blanche ou Biélorussie;
- Tchernaïa Rus et Ruś Czarna — Ruthénie noire, une partie de la Biélorussie moderne; et
- Tchervonaïa Rus et Ruś Czerwona — Ruthénie rouge, aujourd'hui une petite bande de terre en Pologne (Przemyśl) et le reste en Ukraine (Galicie). La Pologne appelle cette zone le « Voïvodat ruthène ».

Alors que les descendants russes de la Rus' se sont appelés eux-mêmes Rousskie, les habitants de ces pays se sont nommés eux-mêmes Roussyny, Ruthènes.
Dans les dernières décennies du XVIIIe siècle, l'Empire russe, la Prusse, et l'Autriche dépecèrent l'espace polono-lituanien en une série de partitions, et toutes les Rus' historiques, sauf la Galicie, firent partie de l'Empire russe.
Dans la période de renaissance culturelle après 1840, les membres d'une société secrète de Kiev, la « Fraternité des Saints Cyrille et Méthode », a établi le nom Ukrayina pour les Ruthéniens de la « Petite Russie », le nom officiel de l'Ukraine dans l'Empire russe. Ils choisirent un nom qui avait été utilisé au XVIIe siècle par les cosaques de l'Ukraine. Ce nom était apparu auparavant au XVIe siècle sur des cartes de Kiev et de la Rus' de Kiev. Ukrayina est un mot slave signifiant « Marche », déjà utilisé pour divers territoires frontaliers au XIIe siècle.
Au début du XXe siècle, le nom d’Ukraine fut largement reconnu et fut utilisé pour désigner l’hetmanat historique cosaque et comme nom officiel des états ukrainiens : République populaire ukrainienne (1917-1920), république populaire d'Ukraine occidentale (1918-1919) et république socialiste soviétique d'Ukraine (1924-1991).
L'utilisation du nom « Ruthénie » (Rus) se restreint à la Ruthénie subcarpathique (Karpats'ka Rus), au sud-ouest des Carpates dans le royaume de Hongrie où beaucoup de Slaves locaux se considéraient comme des Roussynes. La Ruthénie subcarpathique englobait les villes de Moukatchevo (en roussyn : Moukatchevo; en hongrois : Munkács), Oujhorod (en hongrois : Ungvár) et Presov (Pryashiv; en hongrois : Eperjes). Cette région hongroise que les historiens ukrainiens nomment Rus’ carpathique avait fait partie de la Rus' de Kiev jusqu'en 907 et était connue comme Hongro-Rus’, Carpato-Rus’, « Russie subcarpathique » (de l’allemand Karpathen-Russland) ou Zakarpathie.

## Mentions anciennes

### Annales de Saint-Bertin
On pense que les Slaves ont adopté le nom des élites varègues, comme on peut s'en rendre compte à travers les annales de Saint-Bertin, rédigées de 830 à 882. Ces annales racontent notamment qu'en 839 (année de la première apparition des Varègues à Constantinople), la cour de l'empereur Louis II reçoit à Ingelheim une délégation byzantine dans laquelle se trouvent deux hommes qui se désignent comme « Rhos » (Rhos vocari dicebant). Ayant appris qu'ils sont en fait suédois et craignant d'avoir affaire à des espions à la solde des Danois, il les fait emprisonner.

### Chroniqueurs musulmans
Ibn Fadlân, membre de l'ambassade envoyée en 921 de Bagdad au roi des Bulgares de la Volga, utilise le mot Rousiyyah pour désigner des Varègues vivant dans la région d'Astrakhan.
Le voyageur perse du Xe siècle Ibn Rustah, venu à Novgorod, décrit comment les « Rus »' exploitent des « Slaves ».
Comme les Rus, ils vivent sur une île… et l'on prend trois jours pour en faire le tour ; elle est couverte de forêts et de végétation épaisse; elle est très malsaine… Ils harcèlent les Slaves, et utilisent des bateaux pour les atteindre; ils les réduisent en esclavage et les vendent. Ils ne cultivent pas les champs, et vivent sur ce qu'ils peuvent prendre aux Slaves… Lorsqu'un fils leur nait, le père se dirige vers le nouveau-né avec son épée en main; il la jette par terre en disant « Je ne donnerai rien d'autre que cette épée qui te servira pour te procurer ce dont tu as besoin » (Ibn Rustah, selon National Geographic, mars 1985)
"Slaves" désigne ici une tribu autochtone, connue ultérieurement sous le nom de « Slovène » (sans relation avec la Slovénie actuelle), et n'a pas le sens (du XIXe siècle) de « panslave ».

### Textes byzantins
Des Rhos (en grec : Ρως) sont mentionnés en 860 par le patriarche de Constantinople Photius. Lorsque les Varègues arrivent à Constantinople, les Byzantins les décrivent comme un peuple différent des Slaves.
Le texte De administrando Imperio, qui date de 950, donne les noms des cataractes du Dniepr dans les langues « rhos » et « slave ». Les noms rhos sont :
- Essoupi (vieux norrois vesuppi, « ne dors pas ») ;
- Oulvorsi (vieux norrois holmfors, « rapide de l'île ») ;
- Gelandri (vieux norrois gjallandi, « criant, sonnant fort ») ;
- Aeifor (vieux norrois eiforr, « toujours féroce ») ;
- Varouforos (vieux norrois varufors, « rapide de la falaise ») ;
- Leanti (vieux norrois leandi, « bouillonnant », ou hlaejandi, « riant ») ;
- Stroukoun (vieux norrois strukum, « courant rapide »).

### Chroniques slaves
Dans l'ancienne littérature slave orientale[réf. nécessaire], les Slaves du Sud se désignent eux-mêmes comme (mouji) rousskie (« les (hommes) Rus ») ou plus rarement roussikhi[citation nécessaire].
Selon la Chronique des temps passés, compilation historique datée du début du XIIe siècle qui parle de l'histoire de la Rus' de Kiev depuis 860, les Rus sont un groupe de Varègues vivant de l'autre côté de la mer Baltique, en Scandinavie, en relation avec les tribus slaves et finnoises de Novgorod :
Les quatre tribus qui avaient été forcées de payer l'impôt aux Varègues - les Tchoudes, les Slaves, les Mériens, et les Krivichs reconduisirent les Varègues à la mer, et refusèrent de payer plus, et décidèrent de se gouverner eux-mêmes. Mais ils n'avaient pas de lois, et les tribus se disputèrent l'une l'autre. De dispute en dispute, elles en vinrent à se combattre les unes les autres. Elles se dirent : « Trouvons un prince qui règne sur nous et nous juge selon la coutume ». Alors elles allèrent chercher les Varègues de l'autre côté de la mer, les Rus. Ces Varègues-là étaient appelés Rus, certains les nommaient Suédois, et d'autres Normands et Angles, et d'autres encore Gotlanders. Les Tchoudes, les Slaves, les Krivichs et les Ves dirent alors aux Rus, « Notre pays est grand et riche, mais l'ordre n'y règne pas. Venez nous diriger, soyez nos princes ». On choisit trois frères. Ils furent accompagnés de tous les Rus et déménagèrent.
La Première chronique de Novgorod, écrite aux XIIIe et XIVe siècles, nous dit qu'ils ont conquis Kiev et créé la « Rus' de Kiev ».

### En Europe occidentale
En Europe au IXe siècle et au Xe siècle, les termes en usage sont : Ruzi, Ruzzi, Ruzia ou Ruzari mais le plus courant était Rugi, le nom d'une ancienne tribu germanique parente des Goths. Olga de Kiev, par exemple, est appelée regina Rugorum, c'est-à-dire « reine des Rugi », dans les annales franciques.
Au XIe siècle, le mot dominant dans la tradition latine est Ruscia. Il est utilisé par Thietmar de Mersebourg, Adam de Brême, Cosmas de Prague et par le pape Grégoire VII dans sa lettre à Iziaslav Ier de Kiev. On trouve aussi les mots Rucia, Ruzzia, Ruzsia, qui lui sont équivalents.
Au XIIe siècle, Ruscia se transforme en deux mots, Russia et Ruthenia. Russia (ou Rossia et Russie) est la forme romane dominante, employée d'abord par Liutprand de Crémone en 960 puis par saint Pierre Damien en 1030. Elle devient la norme dans les documents en anglais et en français du XIIe siècle. Ruthenia, que l'on rencontre en premier lieu dans les annales d'Augsbourg du XIIe siècle, est à partir de là la forme latine préférée de la papauté (voir Ruthénie pour plus de détails).